# But-1-è
El but-1-è és una molècula química orgànica, del grup dels alfa-alifàtics lineals (alquens), i un dels isòmers del butè. La seva fórmula és CH3CH2CH=CH2. És un gas altament inflamable i fàcilment condensable.